# Kate White
Kate White (ur. 3 września 1951 w Glens Falls) – amerykańska pisarka i redaktorka.

## Życiorys
Od 1998 była redaktorem naczelnym czasopisma Cosmopolitan (bezpośrednio po Bonnie Fuller). Pisała poradniki biznesowe dla kobiet, jak również powieści kryminalne, w tym znajdujące się na liście bestsellerów gazety New York Times, m.in. serię "The Bailey Weggins Mysteries" z główną bohaterką, Bailey Weggins.